# Listă de filme istorice din anii 1930
Aceasta este o listă de filme istorice lansate în anii 1930.
| 1930                           |                                    |                                                                       |               |                                                   |
| Wara Wara                      | José María Velasco Maidana         | Juanita Taillansier, Martha de Velasco                                | Bolivia       | Cucerirea spaniolă a Boliviei, secolul al XVI-lea |
| '                              |                                    |                                                                       |               |                                                   |
| '                              |                                    |                                                                       |               |                                                   |
| 1931                           |                                    |                                                                       |               |                                                   |
| '                              |                                    |                                                                       |               |                                                   |
| '                              |                                    |                                                                       |               |                                                   |
| '                              |                                    |                                                                       |               |                                                   |
| 1932                           |                                    |                                                                       |               |                                                   |
| '                              |                                    |                                                                       |               |                                                   |
| '                              |                                    |                                                                       |               |                                                   |
| '                              |                                    |                                                                       |               |                                                   |
| 1933                           |                                    |                                                                       |               |                                                   |
| The Private Life of Henry VIII | Alexander Korda                    | Charles Laughton, Merle Oberon, Wendy Barrie                          | Regatul Unit  | Henric al VIII-lea al Angliei                     |
| Queen Christina                | Rouben Mamoulian                   | Greta Garbo, John Gilbert                                             | SUA           | Cristina a Suediei                                |
| '                              |                                    |                                                                       |               |                                                   |
| 1934                           |                                    |                                                                       |               |                                                   |
| Cleopatra                      | Cecil B. DeMille                   | Claudette Colbert, Warren William, Henry Wilcoxon, Joseph Schildkraut | Statele Unite | Cleopatra a VII-a a Egiptului                     |
| '                              |                                    |                                                                       |               |                                                   |
| '                              |                                    |                                                                       |               |                                                   |
| 1935                           |                                    |                                                                       |               |                                                   |
| Cardinal Richelieu             | Rowland V. Lee                     | George Arliss, Maureen O'Sullivan, Edward Arnold                      | SUA           | Cardinalul Richelieu                              |
| '                              |                                    |                                                                       |               |                                                   |
| '                              |                                    |                                                                       |               |                                                   |
| 1936                           |                                    |                                                                       |               |                                                   |
| Mary of Scotland               | John Ford                          | Katharine Hepburn, Fredric March                                      | SUA           | Maria Stuart                                      |
| '                              |                                    |                                                                       |               |                                                   |
| '                              |                                    |                                                                       |               |                                                   |
| 1937                           |                                    |                                                                       |               |                                                   |
| Scipione l'africano            | Carmine Gallone                    | Annibale Ninchi, Camillo Pilotto, Fosco Giachetti                     | Italia        | Scipio Africanus, Hannibal                        |
| Fire Over England              | William K. Howard                  | Laurence Olivier, Vivien Leigh, Flora Robson                          | Regatul Unit  | Armada spaniolă                                   |
| '                              |                                    |                                                                       |               |                                                   |
| 1938                           |                                    |                                                                       |               |                                                   |
| The Adventures of Robin Hood   | Michael Curtiz, William Keighley   | Errol Flynn, Olivia de Havilland, Basil Rathbone, Claude Rains        | SUA           | Richard Inimă de Leu                              |
| Alexandr Nevski                | Sergei Eisenstein, Dmitri Vasilyev | Nikolai Cherkasov, Nikolai Okhlopkov                                  | URSS          | Alexandr Nevski, Bătălia de la Lacul Peipsi       |
| '                              |                                    |                                                                       |               |                                                   |
| 1939                           |                                    |                                                                       |               |                                                   |
| Tower of London                | Rowland V. Lee                     | Basil Rathbone, Boris Karloff, Barbara O'Neil                         | SUA           | Edward al IV-lea al Angliei                       |
| '                              |                                    |                                                                       |               |                                                   |
| '                              |                                    |                                                                       |               |                                                   |